# نايف الظفيري
نايف الظفيري (ولد في 25 فبراير 1982م) مُمثلٌ سعوديٌّ، ولد في جدة . اشتُهر بتجسيده لشخصية الضابط فهد في مُسلسل رشاش، كما شارك في عدة أعمال أُخرى.  وقدّم  قصصاً تاريخية بأسلوب مبسّط في قناة "زمكان" على اليوتيوب.

## قائمة الأعمال

### المسلسلات
- دون (2019).
- كوكب آخر (2019).
- إسعاف (2021).
- عنبر 6 (2021).[4]
- رشاش (2021).[5]
- ثانوية النسيم (2024).[6]
- الشرار (2024).[7]
- معاوية (2025).
- أمي (2025).

### الأفلام
- رولم (2019).[8]
- مدينة الملاهي (2021).[9]
- حوجن (2023).[10]
- أمس بعد بكرة (2024).[11]
- أنا الاتحاد (2024).[12]

### المسرحيات
- أبو مساعد في مهب البيت 2022.[13]

## وصلات خارجية
- نايف الظفيري في قاعدة بيانات الأفلام العربية